# Гиляка Данило
Данило Гиляка (нар. ???, Нова Каховка, Україна — пом. ???, ???) — український громадський діяч та підпільник, діяч українського підпілля на Донбасі, районовий провідник Краматорського районного проводу ОУН(б).

## Життєпис
Народився поблизу Нової Каховки (Херсонська область). Його батьки були розкуркулені в 1930 році у вислані до Красноярського краю. До війни працівник Старокраматорського заводу. 
Влітку 1942 року організував Краматорську «Просвіту» з філією у Сергіївці. Допоміг організувати мережу підпілля у Слов'янську. За допомогою Гиляки оунівська мережа була поширена на Андріївський район. 
Арештований і засуджений не був. За агентурними даними, працював на заводі в Дніпропетровську. Подальша доля невідома.